# Мохамед Мулесехул
Мохамед Мулесехул (на френски: Mohammed Moulessehoul; на арабски: محمد مول السهول) е алжирски писател на произведения в жанра трилър, криминален роман и съвременен роман. Пише и под псевдонима Ясмина Кадра (на френски: Yasmina Khadra; на арабски: يسمينة خضراء, в превод „зелен жасмин“).

## Биография и творчество
Мохамед Мулесехул е роден на 10 януари 1955 г. в Кенадса, Бешар, Алжир. Баща му е офицер от Армията за национално освобождение на Алжир. Когато Мохамед е на 9 години, го изпраща във военно училище, след което в продължение на 25 години служи като като офицер в алжирската армия. Той е един от основните лидери по време на Алжирската гражданска война през 90-те години от страна на правителствената армия срещу Ислямската армия на спасението и Ислямските въоръжени групи.
Заедно със службата си в армията от 1974 г. започва да пише разкази и романи. Първият му сборник „Amen“ е публикуван през 1984 г. Под собственото си име публикува още 2 сборника и 3 криминални романа в периода 1984 – 1989 г. Печели няколко литературни награди, включително от Международния фонд за насърчаване на културата.
С избухването на Алжирската гражданска война, за да избегне намесата на цензурата, започва да публикува произведенията си под псевдонима Ясмина Кадра, който е съставен от двете имена на съпругата му.  В консервативния мюсюлмански свят ползването от мъж на женски псевдоним е недопустимо, затова той разкрива истинската си самоличност едва през 2001 г. след като през 2000 г. напуска армията и емигрира в за кратко в Мексико, а после във Франция, за да се посвети на писателската си кариера.
Чрез романа си „Кабулските лястовици“ от 2002 г. се опитва да представи пред европейските читатели генезиса и същността на ислямския тероризъм и религиопатия.
Един от най-успешните му романи „Атентатът“ е екранизиран през 2012 г. в успешния филм „Атаката“ с участието на Али Сюлейман и Раймонд Амсалем.
По предложение на президента на Алжир Абделазиз Бутефлика през 2007 г. е назначен за директор на Алжирски културен център в Париж, но е освободен от длъжност през март 2014 г. заради критиките му към политиката на президента.
Произведенията на писателя отразяват ситуацията и насилието в Алжир, Палестина, Ирак, Афганистан, Либия. През 2004 г. е посочен от списания „Нюзуик“ като един от най-добрите автори, които показват смисъла на насилието в Алжир и близкоизточните страни.
Произведенията му са публикувани в над 40 езика по света.
Удостоен е с Френската франкофонска литературна награда за 2006 г. и е Кавалер на Ордена на Почетния легион.
Мохамед Мулесехул живее със семейството си в Екс ан Прованс.

## Произведения

### Като Мохамед Мулесехул

#### Сборници
- Amen (1984) – новели
- Houria (1984) – новели
- La Fille du pont (1985) – новели

#### Самостоятелни романи
- El Kahira – cellule de la mort (1986)
- De l'autre côté de la ville (1988)
- Le Privilège du phénix (1989)

### Като Ясмина Кадра

#### Самостоятелни романи
- Le Dingue au bistouri (1990)
- La Foire des enfoirés (1993)
- À quoi rêvent les loups (1999)
- Les Agneaux du Seigneur (1998)
- L'Écrivain (2001) – автобиографичен
- L'Imposture des mots (2002)
- Les Hirondelles de Kaboul (2002) – литературна награда „Дъблин“
Кабулските лястовици, изд.: ИК „Прозорец“, София (2007), прев. Георги Цанков
- Cousine K (2003)
- La Part du mort (2004) – награда за най-добър френскоезичен трилър
- La Rose de Blida (2005)
- L'Attentat (2005) – литературна награда „Дъблин“
Атентатът, изд.: ИК „Прозорец“, София (2008), прев. Георги Цанков
- Les Sirènes de Bagdad (2006)
- Ce que le jour doit à la nuit (2008)
- La Longue Nuit d'un repenti (2010)
- L'Olympe des infortunes (2010)
- Œuvres (2011)
- L'Équation africaine (2011)
- Les Chants cannibales (2012)
- Les Anges meurent de nos blessures (2013)
- Qu'attendent les singes (2014)
- La Dernière Nuit du Raïs (2015
- Dieu n'habite pas La Havane (2016)

#### Серия „Лоб“ (Llob)
1. Morituri (1997)
2. Double blanc (1998)
3. L'Automne des chimères (1998) – награда за полицейски роман

### Екранизации
- 2007 Morituri – по серията „Лоб“
- 2012 The Attack – по романа „Атентатът“
- 2014 Two Men in Town – съсценарист
- 2016 La route d'Istanbul – ТВ филм